# Sohlob
 (signalé en mai 2025).
Si vous disposez d'ouvrages ou d'articles de référence ou si vous connaissez des sites web de qualité traitant du thème abordé ici, merci de compléter l'article en donnant les références utiles à sa vérifiabilité et en les liant à la section « Notes et références ».
- Archive Wikiwix
- Bing
- Cairn
- DuckDuckGo
- E. Universalis
- Gallica
- Google
- G. Books
- G. News
- G. Scholar
- Persée
- Qwant
- (zh) Baidu
- (ru) Yandex
- (wd) trouver des œuvres sur Wikidata

Le sohlob, prononcé sahlab en Algérie, au Liban et dans le sud de la Tunisie ainsi que sahlep en Turquie, est un entremets originaire du Moyen-Orient préparé à base de farine d'orchis (ou équivalent de nos jours). Il est consommé surtout en hiver, au petit déjeuner.

## Ingrédients
Le sohlob se prépare traditionnellement avec de la farine d'orchis (remplacée de nos jours par de la farine de sorgho, de maïs (Maïzena), de l'eau ou du lait, du sucre, de l'eau de rose ou de géranium (facultatif) et des graines de sésame.

## Préparation
Plusieurs cuillères à soupe de farine sont diluées dans un demi-litre d'eau ou de lait froid, puis placées sur le feu et remuées sans arrêt pour éviter la formation de grumeaux. Lorsque le mélange épaissit, il est sucré et aromatisé avec une cuillère à soupe d'eau de rose ou de géranium. Versé dans des bols, il est finalement saupoudré de graines de sésame légèrement grillées, de noix de coco, de cannelle (des variantes par pays existent).

## Consommation
Le sohlob se consomme chaud ou tiède, le matin au petit déjeuner ou l'après-midi en goûter.